# لقلقي ألبي
لقلقي ألبي (الاسم العلمي: Pelargonium alpinum) هو نوع من النباتات يتبع جنس اللقلقي من الفصيلة الغرنوقية.